# Nolana adansonii
Nolana adansonii är en potatisväxtart som först beskrevs av Johann Jakob Roemer och Schult., och fick sitt nu gällande namn av Ivan Murray Johnston. Nolana adansonii ingår i släktet cymbalblommor, och familjen potatisväxter. Inga underarter finns listade i Catalogue of Life.

## Bildgalleri

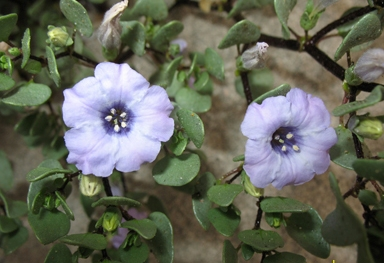